# Agrilus dollii
Agrilus dollii é uma espécie de inseto do género Agrilus, família Buprestidae, ordem Coleoptera, descrito por Schaeffer, 1904.
Mede 4-5.5 mm. Encontra-se desde o sul de Texas até Iucatã em México. Em Texas as larvas têm sido encontradas em Diospyros texana.